# Décès en juin 2016
Décès
- 2012
- 2013
- 2014
- 2015
- 2016
- 2017
- 2018
- 2019
- 2020

Pour une information complémentaire, voir la page d'aide.

| Date     | Nom                        | Activités                                                                                           | Âge   | Source |
| -------- | -------------------------- | --------------------------------------------------------------------------------------------------- | ----- | ------ |
| 1er juin | Leonard Boyle (en)         | Prélat catholique néozélandais.                                                                     | 85    | (en)   |
| 1er juin | Agostino Coletto           | Coureur cycliste italien.                                                                           | 88    | (it)   |
| 1er juin | David Spielberg            | Acteur américain.                                                                                   | 77    | (en)   |
| 1er juin | Heinz-Walter Friedriszik   | Reporter-photographe allemand.                                                                      | 63    | (en)   |
| 1er juin | Razak Khan                 | Acteur indien.                                                                                      | 65    | (en)   |
| 2 juin   | Walter Curley              | Diplomate américain.                                                                                | 93    | (en)   |
| 2 juin   | El Pana                    | Matador mexicain.                                                                                   | 64    |        |
| 2 juin   | Thomas Kibble              | Scientifique britannique.                                                                           | 83    | (en)   |
| 2 juin   | Abderrahmane Meziani       | Footballeur algérien.                                                                               | 74    |        |
| 2 juin   | Andrzej Niemczyk           | Volleyeur puis entraîneur polonais.                                                                 | 72    | (pl)   |
| 2 juin   | Hermann Scheipers (de)     | Prêtre catholique allemand, survivant du camp de Dachau.                                            | 102   |        |
| 3 juin   | Mohamed Ali                | Boxeur américain, champion des mi-lourds aux Jeux olympiques d'été de 1960.                         | 74    |        |
| 3 juin   | Szabolcs Baranyi           | Joueur de tennis hongrois.                                                                          | 72    | (hu)   |
| 3 juin   | Jocelyn Lovell             | Coureur cycliste canadien.                                                                          | 65    | (en)   |
| 3 juin   | Leonard Marchand (en)      | Homme politique canado-amérindien.                                                                  | 82    |        |
| 3 juin   | Joseph Michel              | Homme politique belge.                                                                              | 90    |        |
| 3 juin   | Lucia Ragni                | Actrice italienne.                                                                                  | 65    | (it)   |
| 3 juin   | Victor Reux                | Homme politique français.                                                                           | 86    |        |
| 3 juin   | Luis Salom                 | Pilote de moto espagnol.                                                                            | 24    | (en)   |
| 4 juin   | Hervé Baudry               | Dessinateur de presse et caricaturiste français.                                                    | 54    |        |
| 4 juin   | Pierre Grimblat            | Scénariste, producteur et réalisateur français.                                                     | 93    |        |
| 4 juin   | Antti Hyry                 | Écrivain finlandais.                                                                                | 84    | (sv)   |
| 4 juin   | Piero Leddi                | Peintre italien.                                                                                    | 85    | (it)   |
| 4 juin   | Carmen Pereira             | Femme politique bissau-guinéenne.                                                                   | 85    | (pt)   |
| 4 juin   | Paul Van Grembergen        | Homme politique belge.                                                                              | 78    |        |
| 5 juin   | Jerome Bruner              | Psychologue américain.                                                                              | 100   | (it)   |
| 5 juin   | Gianluca Buonanno          | Homme politique italien.                                                                            | 50    | (it)   |
| 6 juin   | Viktor Kortchnoï           | Joueur d'échecs soviétique puis suisse.                                                             | 85    | (en)   |
| 6 juin   | Erich Linemayr             | Arbitre autrichien de football.                                                                     | 83    | (de)   |
| 6 juin   | Pierre Moustiers           | Écrivain et scénariste français.                                                                    | 91    | (fr)   |
| 6 juin   | Theresa Saldana            | Actrice américaine.                                                                                 | 61    | (en)   |
| 6 juin   | Peter Shaffer              | Écrivain, dramaturge et scénariste britannique.                                                     | 90    |        |
| 6 juin   | Kimbo Slice                | Combattant bahaméen d'arts martiaux.                                                                | 42    | (en)   |
| 6 juin   | André Warusfel             | Enseignant français des mathématiques.                                                              | 79/80 |        |
| 7 juin   | Johnny Brooks              | Footballeur international anglais.                                                                  | 84    | (en)   |
| 7 juin   | Tanju Gürsu                | Acteur turc.                                                                                        | 77    | (tr)   |
| 7 juin   | Tom Perkins                | Homme d'affaires américain.                                                                         | 84    | (en)   |
| 7 juin   | Sean Rooks                 | Basketteur puis entraîneur américain.                                                               | 46    | (en)   |
| 7 juin   | Didargylyç Urazow          | Footballeur turkmène.                                                                               | 39    | (ru)   |
| 8 juin   | Pierre Aubert              | Homme politique suisse.                                                                             | 89    |        |
| 8 juin   | Stephen Keshi              | Footballeur puis entraîneur nigérian.                                                               | 54    |        |
| 8 juin   | Qahhor Mahkamov            | Ancien président du Tadjikistan.                                                                    | 84    |        |
| 8 juin   | Marina Malfatti            | Actrice italienne.                                                                                  | 76    | (it)   |
| 8 juin   | Maurice Pons               | Écrivain français.                                                                                  | 91    |        |
| 9 juin   | Carillo Gritti             | Prélat catholique italien, membre des Missionnaires de la Consolata.                                | 74    | (pt)   |
| 9 juin   | Brooks Thompson            | Basketteur puis entraîneur américain.                                                               | 45    | (en)   |
| 10 juin  | Shaibu Amodu               | Footballeur puis entraîneur nigérian.                                                               | 58    |        |
| 10 juin  | Gilles-Maurice Dumoulin    | Écrivain français.                                                                                  | 92    |        |
| 10 juin  | Mary Feik                  | Ingénieure aéronautique américaine.                                                                 | 92    | (en)   |
| 10 juin  | Christina Grimmie          | Chanteuse américaine.                                                                               | 22    | (en)   |
| 10 juin  | Gordie Howe                | Hockeyeur canadien.                                                                                 | 88    |        |
| 11 juin  | Rudi Altig                 | Cycliste sur route allemand.                                                                        | 79    |        |
| 11 juin  | Bryan Robinson             | Joueur de foot U.S. américain.                                                                      | 41    | (en)   |
| 12 juin  | Charles Gonard             | Militaire français, compagnon de la Libération.                                                     | 94    |        |
| 12 juin  | Fabrizio Pirovano          | Pilote de moto italien.                                                                             | 56    | (it)   |
| 12 juin  | Alfonso Portugal           | Footballeur puis entraîneur mexicain.                                                               | 82    | (es)   |
| 12 juin  | George Voinovich           | Homme politique américain.                                                                          | 79    | (en)   |
| 12 juin  | Janet Waldo                | Actrice américaine.                                                                                 | 97    | (en)   |
| 13 juin  | Oleg Karavaïtchouk         | Pianiste et compositeur soviétique puis russe.                                                      | 88    | (en)   |
| 13 juin  | Ofelya Hambardzumyan       | Chanteuse arménienne.                                                                               | 91    | (en)   |
| 13 juin  | Mihály « Michu » Mészáros  | Acteur et acrobate hongro-américain, interprète de Alf.                                             | 76    |        |
| 13 juin  | Chips Moman                | Producteur et auteur-compositeur américain.                                                         | 79    | (en)   |
| 13 juin  | Gerald Joseph Wasserburg   | Géochimiste américain.                                                                              | 89    | (en)   |
| 14 juin  | Monique Baroni             | Peintre, pastelliste et lithographe française.                                                      | 85    |        |
| 14 juin  | Robert Després             | Homme d'affaires canadien.                                                                          | 91    |        |
| 14 juin  | Ronnie Claire Edwards      | Actrice américaine.                                                                                 | 83    | (en)   |
| 14 juin  | Anatoli Grishin            | Kayakiste soviétique, champion aux Jeux olympiques d'été de 1964.                                   | 76    | (ru)   |
| 14 juin  | Ann Morgan Guilbert        | Actrice américaine.                                                                                 | 87    | (en)   |
| 14 juin  | Gilles Lamontagne          | Militaire, homme d'affaires et homme politique canadien.                                            | 97    |        |
| 14 juin  | Henry McCullough           | Guitariste, chanteur et compositeur nord-irlandais.                                                 | 72    | (en)   |
| 15 juin  | Claude Confortès           | Acteur et réalisateur français.                                                                     | 88    |        |
| 15 juin  | Lois Duncan                | Romancière américaine.                                                                              | 82    |        |
| 15 juin  | Hiroshi Minatoya           | Judoka japonais.                                                                                    | 72    | (en)   |
| 15 juin  | Claude Sales               | Journaliste français.                                                                               | 85    |        |
| 16 juin  | Jo Cox                     | Femme politique britannique.                                                                        | 41    |        |
| 16 juin  | Luděk Macela               | Footballeur tchécoslovaque, champion aux Jeux olympiques d'été de 1980.                             | 65    | (cs)   |
| 17 juin  | Rubén Aguirre              | Acteur mexicain.                                                                                    | 82    | (es)   |
| 17 juin  | Ron Lester                 | Acteur américain.                                                                                   | 45    |        |
| 17 juin  | Loretto Petrucci           | Coureur cycliste italien.                                                                           | 86    | (it)   |
| 18 juin  | Leandro de Borbón          | Enfant adultérin du roi d'Espagne Alphonse XIII et de l'actrice espagnole Carmen Ruiz Moragas (es). | 87    | (es)   |
| 18 juin  | Paul Cox                   | Producteur, réalisateur, scénariste et monteur australien.                                          | 76    | (en)   |
| 18 juin  | Väinö Huhtala              | Skieur de fond finlandais, champion aux Jeux olympiques d'hiver de 1960.                            | 80    | (fi)   |
| 18 juin  | Sverre Kjelsberg           | Chanteur norvégien.                                                                                 | 69    | (no)   |
| 18 juin  | Vittorio Merloni           | Entrepreneur et homme d'affaires italien.                                                           | 83    | (it)   |
| 18 juin  | Wu Jianmin                 | Diplomate chinois.                                                                                  | 77    |        |
| 19 juin  | Götz George                | Acteur allemand.                                                                                    | 77    |        |
| 19 juin  | Norbert Thériault          | Homme politique canadien, acadien.                                                                  | 95    |        |
| 19 juin  | Anton Yelchin              | Acteur américain.                                                                                   | 27    |        |
| 20 juin  | Frank Chapot               | Cavalier américain, double médaillé d'argent olympique (1960, 1972).                                | 84    | (en)   |
| 20 juin  | Benoîte Groult             | Romancière française.                                                                               | 96    |        |
| 20 juin  | Gertrud Koch               | Résistante allemande.                                                                               | 92    | (de)   |
| 20 juin  | Edgard Pisani              | Haut fonctionnaire et homme politique français.                                                     | 97    |        |
| 21 juin  | Kunio Hatoyama             | Homme politique japonais.                                                                           | 67    | (ja)   |
| 21 juin  | Pierre Lalonde             | Chanteur et animateur de télévision américano-canadien, québécois.                                  | 75    |        |
| 21 juin  | Daniel Millaud             | Homme politique français.                                                                           | 87    |        |
| 21 juin  | Henri Orlandini            | Footballeur français.                                                                               | 60    |        |
| 21 juin  | Pierre Pachet              | Écrivain et universitaire français.                                                                 | 79    |        |
| 22 juin  | John William Ashe          | Diplomate antiguais.                                                                                | 61    | (en)   |
| 22 juin  | Roberto Lovera             | Basketteur uruguayen, médaillé de bronze aux Jeux olympiques d'été de 1952.                         | 93    | (es)   |
| 22 juin  | Yaşar Nuri Öztürk          | Théologien sunnite turc.                                                                            | 71    | (tr)   |
| 22 juin  | Amjad Sabri                | Chanteur de Qawwalî pakistanais.                                                                    | 45    | (en)   |
| 23 juin  | Michael Herr               | Journaliste, écrivain et scénariste américain.                                                      | 76    | (en)   |
| 23 juin  | Stanley Mandelstam         | Physicien d'origine sud-africaine.                                                                  | 87    |        |
| 23 juin  | Jean-Jacques Rouch         | Journaliste et écrivain français.                                                                   | 65    |        |
| 23 juin  | Ralph Stanley              | Chanteur américain de bluegrass.                                                                    | 89    | (en)   |
| 24 juin  | Charles Chaynes            | Compositeur français.                                                                               | 90    |        |
| 24 juin  | Andries Kinsbergen         | Ministre d'État et gouverneur belge de la province d'Anvers.                                        | 89    |        |
| 25 juin  | Gérard Bourbotte           | Footballeur français.                                                                               | 82    |        |
| 25 juin  | Nicole Courcel             | Actrice française.                                                                                  | 84    |        |
| 25 juin  | Jack Cropp                 | Navigateur néo-zélandais, champion aux Jeux olympiques d'été de 1956.                               | 89    | (en)   |
| 25 juin  | Bill Cunningham            | Photographe de mode américain.                                                                      | 87    |        |
| 25 juin  | Maurice G. Dantec          | Écrivain français naturalisé canadien.                                                              | 57    |        |
| 25 juin  | Manfred Deix (de)          | Caricaturiste autrichien.                                                                           | 67    |        |
| 25 juin  | Giuseppe Ferrara           | Réalisateur italien.                                                                                | 83    | (it)   |
| 25 juin  | Hal Lear                   | Basketteur américain.                                                                               | 81    | (en)   |
| 25 juin  | Patrick Mayhew             | Avocat et homme politique britannique.                                                              | 86    | (en)   |
| 26 juin  | Jürgen von Beckerath       | Égyptologue allemand.                                                                               | 96    | (de)   |
| 26 juin  | Austin Clarke              | Écrivain canadien.                                                                                  | 81    |        |
| 26 juin  | Andrés Hernández Ros       | Homme politique espagnol et président de la région de Murcie entre 1983 et 1984.                    | 67    | (es)   |
| 27 juin  | Bertrand Frélaut           | Historien français.                                                                                 | 70    | (fr)   |
| 27 juin  | Pelle Gudmundsen-Holmgreen | Compositeur danois.                                                                                 | 83    | (da)   |
| 27 juin  | Harry Halbreich            | Musicologue belge.                                                                                  | 85    |        |
| 27 juin  | Aharon Ipalé               | Acteur israélien.                                                                                   | 74    | (en)   |
| 27 juin  | Simon Ramo                 | Physicien, ingénieur américain et professeur d'université.                                          | 103   | (en)   |
| 27 juin  | Oh Se-Jong                 | Patineur de short-track sud-coréen, champion aux Jeux olympiques d'hiver de 2006.                   | 33    | (en)   |
| 27 juin  | Bud Spencer                | Acteur italien.                                                                                     | 86    |        |
| 27 juin  | Silvia Tennenbaum          | Écrivain allemande.                                                                                 | 88    | (de)   |
| 27 juin  | Alvin Toffler              | Journaliste, écrivain, pédagogue et sociologue américain.                                           | 87    |        |
| 28 juin  | Maurice Cazeneuve          | Metteur en scène de théâtre, scénariste et réalisateur français.                                    | 93    |        |
| 28 juin  | Frederick Gilroy           | Boxeur irlandais, médaillé de bronze aux Jeux olympiques d'été de 1956.                             | 80    | (en)   |
| 28 juin  | André Guelfi               | Homme d'affaires et pilote de courses automobile français.                                          | 97    |        |
| 28 juin  | Scotty Moore               | Guitariste américain de rock.                                                                       | 84    |        |
| 28 juin  | Buddy Ryan                 | Joueur de Foot U.S. puis entraîneur américain.                                                      | 85    | (en)   |
| 28 juin  | Pat Summitt                | Entraîneuse américaine de basket-ball.                                                              | 64    | (en)   |
| 29 juin  | Margaret Bakkes            | Romancière sud-africaine.                                                                           | 84    | (en)   |
| 29 juin  | Jean-Pierre Bertrand       | Artiste français.                                                                                   | 78/79 |        |
| 29 juin  | James Cooley               | Mathématicien américain.                                                                            | 89/90 | (en)   |
| 29 juin  | Robert Gay                 | Prélat catholique canadien, missionnaire de la Société des missionnaires d'Afrique.                 | 89    | (en)   |
| 29 juin  | Gurgon Kyap                | Acteur et directeur artistique franco-tibétain.                                                     | 45    | (en)   |
| 29 juin  | Ojo Maduekwe               | Homme politique nigérian.                                                                           | 71    | (en)   |
| 29 juin  | Wassyl Slipak              | Chanteur d'opéra ukrainien.                                                                         | 41    | (en)   |
| 29 juin  | Rob Wasserman              | Bassiste américain.                                                                                 | 64    | (en)   |
| 30 juin  | Geoffrey Hill              | Poète britannique.                                                                                  | 84    | (en)   |
| 30 juin  | Martin Lundström           | Skieur de fond suédois, multiple médaillé olympique (1948, 1952).                                   | 98    | (sv)   |
| 30 juin  | Apollinaire Malu Malu      | Homme politique et prêtre catholique congolais.                                                     | 54    |        |
| 30 juin  | Witold Zagórski            | Basketteur polonais.                                                                                | 85    | (pl)   |